# Acta Astronautica
Acta Astronautica — щомісячний рецензований науковий журнал, який охоплює всі галузі фізичних, інженерних, життєвих і соціальних наук, пов'язаних із мирним науковим дослідженням космосу. Журнал широко відомий як один із найкращих журналів, присвячених аерокосмічній техніці. Журнал видається Elsevier і спонсується Міжнародною академією астронавтики.

## Історія
Журнал було засновано в 1955 році під назвою «Astronautica Acta». В 1974 році журнал отримав свою нинішню назву, а нумерація була одночасно повернута на том 1.

## Реферування та індексування
Журнал реферується та індексується за:
- Applied Mechanics Reviews[en]
- BIOSIS Previews[en][4]
- Cambridge Scientific Abstracts[en]
- Chemical Abstracts Service[5]
- Current Contents[en]/Engineering, Computing & Technology[4]
- EI Compendex Plus[en]
- Inspec[6]
- PASCAL[en]
- Science Citation Index Expanded[4]
- Scopus[7]

Відповідно до Journal Citation Reports, імпакт-фактор журналу на 2020 рік становить 2,413.